# Andregoto Galíndez
Andregoto Galíndez (c. 910-¿Aibar? 972) fue una condesa de Aragón entre 922 y 943, hija del conde Galindo II Aznárez.
Solucionó el problema jurídico planteado con la ocupación del condado de Aragón por parte de Sancho Garcés I de Pamplona al establecer un pacto en el año 919[cita requerida] y prometiéndose en matrimonio con el futuro García Sánchez I de Pamplona.
A la muerte de su padre, Galindo II, Andregoto era menor, y el baiulus Fortún Jiménez ejerció su tutoría y el gobierno. Sin embargo, en las Genealogías de Roda aparece un hijo ilegítimo de Galindo II llamado Guntislo (Gutísculo) con las mismas fórmulas usadas por los condes precedentes  hasta 933.
En 925, se acordó el matrimonio con su primo García Sánchez, rey de Pamplona, y la tutela de Andregoto pasó a los tutores de García; es decir, Jimeno Garcés  hasta que García, mayor de edad en 933, asumió la tutoría por sí mismo.
El matrimonio se llevó a cabo no antes de 938 y fue disuelto hacia 943 por razones parentales. Con la anulación del matrimonio, Andregoto, por ser mujer, no podía ejercer el gobierno del condado, por lo que pasó a su hijo Sancho Garcés II y ella se retiró. Andregoto acabó sus días en 972, retirada en su solar de Aibar.
| Predecesor: Galindo II Aznárez       | Condesa de Aragón 922-943          | Sucesor: Sancho Garcés II de Pamplona (unión con el reino de Pamplona) |
| Predecesor: Toda Aznárez de Pamplona | Reina consorte de Pamplona 933-940 | Sucesor: Teresa Ramírez                                                |